# Прохирон
Прохирон (грч. Ο προχειρος νομος    Хо прохериос номос, нацрти закона, приручни закон), правни зборник византијског цара Василија Македонца и његових синова Константина и Леона, објављен између 870. и 879. године. Прохирон садржава изводе из Јустинијанових Институција, Пандекта (Дигеста), Кодекса и Новела, те је преведен на српски језик, ушао у Номоканон Св. Саве (Светосавски номоканон, законоправило, упут управљања назван и Крмчија - по крми, мјесто за управљање чамцем или бродом) и у руске црквене законе.

## Настанак
После пропасти политике царева иконобораца брише се њихов законодавни рад и започиње друга фаза у развоју византијског права. То је епоха великих кодификација где је велики утицај у целом том процесу имала Македонска династија.
Први зборник који је донео оснивач династије, Василије I Македонски, крајем IX века (претпоставља се 879. године), био је Procheiron (Прохирон) – чији је дословни превод „приручник”. Овај зборник критикује Еклогу и иконоборачко право који су „уништили божанске законе”. У намери да се врате Јустинијановом праву (сада само формулисаном на грчком језику), овим документом је замењена незнабожачка Еклога. Али, Прохирон садржи готово целу материју из тог свог претходника и то изложену скоро по истом систему као у Еклоги, исти систем кривичних санкција, док су неке одредбе чак преузете ad verbum (дословно). Ипак, по броју глава (40) Прохирон је више него и дупло већи од Еклоге. Посвећен је доминантно грађанском праву (од 1. до 38. главе), претпоследња глава говори о кривичном праву (39. глава), а последња о подели ратног плена (40. глава), као и код Еклоге. Због своје једноставности и јасноће овај зборник преживео је многе промене и остао у примени још пет векова – све до пропасти Византије – снажно утичући на права околних словенских народа. Његов утицај огледа се у томе што је Номоканон (законоправило) Св. Саве у себе укључио (српски) превод целог Прохирона, а касније је један део Прохирона у Србији био познат под називом „Закон градски”, док  неки његови делови (заједно са деловима Еклоге и Земљорадничког закона) сачињавали су тзв. Закон цара Јустинијана, као део Душановог законодавства.